# Потт, Карел
Ка́рел Монжарди́м Потт (порт. Karel Monjardim Pott, 20 августа 1904, Лоренсу-Маркиш, Мозамбик — 16 декабря 1953, там же) — мозамбикский легкоатлет, выступавший в беге на короткие дистанции. Участник летних Олимпийских игр 1924 года.

## Биография
Карел Потт родился 20 августа 1904 года в городе Лоренсу-Маркиш (сейчас Мапуту) в Мозамбике, который был колонией Португалии. Его отец был нидерландец, а мать — местной уроженкой.
В 1924 году вошёл в состав сборной Португалии на летних Олимпийских играх в Париже. В забеге 1/8 финала на 100 метров занял 5-е место среди 6 участников и выбыл из борьбы. Также был заявлен в беге на 200 метров, но не вышел на старт.
Впоследствии работал юристом. Возглавлял кампанию по борьбе с апартеидом в Мозамбике. Был инициатором закрытия ряда игорных заведений в колонии.
Умер 16 декабря 1953 года в Лоренсу-Маркиш.